# Папа Аницет
Свети Аницет је једанаести по реду римски папа (155—166?). Пореклом је из Сирије а по доласку у Рим био је сарадник светог Јустина.
Био је врло образован и способан хришћанин који се брзо стопио са заједницом у Риму. Њему су главни јеретички противници били Кардон са Сицилије и ранохрићански епископ и теолог Марцион.
И овај епископ остао је на позицијама у погледу различитог празновања Васкрса на истоку и западу. То је познатог епископа са истока осамдесетогодишњег светог Поликарпа навело да дође у Рим како би са римским епископом усагласио датум празновања овог великог празника. 
О том сусрету сачуван је запис светог Иринеја: 
Нити је Аницет успео да убеди Поликарпа да жртвује дотадашњу праксу прославе Васкрса која се врши још од апостола Јована, ученика Исусова, као и осталих апостола, нити је Поликарп успео да Аницета приволи да прихвати наведену праксу истока. Иако су разговори протекли без резултата они су ипак заједно славили еухаристију и разишли се у миру.— Свети Иринеј
Године 161. за императора долази Марко Аурелије током чије владавине се погоршава однос према хришћанима. Његови приговори поводом хришћана односили су се на то да Исусови следбеници својом контемплацијом и заносом одвраћају његове поданике од нормалног социјалног понашања и доводе до антидржавног односа што штети империји. Због тога долази до бројних хапшења и суђења. На истоку је страдао епископ Поликарп. 
За Аницета се тврди да је умро 166. године али не као мученик. Иако је био проглашен за свеца уклоњен је из универзалног календара римокатоличке цркве. Био је први римски епископ сахрањен у катакомбама Светог Калиста али је касније 1604. године папа Калист VIII на молбу војводе Јована Ангела од Алтемпса пренео његове мошти у капелу његовог двора у Алтемпсу.